# Proszowice (gemeente)
De gemeente Proszowice is een stad- en landgemeente in het Poolse woiwodschap Klein-Polen, in powiat Proszowicki.
De zetel van de gemeente is in Proszowice.
Op 30 juni 2004 telde de gemeente 16 273 inwoners.

## Oppervlakte gegevens
In 2002 bedroeg de totale oppervlakte van gemeente Proszowice 99,78 km², waarvan:
- agrarisch gebied: 90%
- bossen: 2%

De gemeente beslaat 24,07% van de totale oppervlakte van de powiat.

## Demografie
Stand op 30 juni 2004:
| Omschrijving                   | Totaal | Totaal | Vrouwen | Vrouwen | Mannen | Mannen |
| ------------------------------ | ------ | ------ | ------- | ------- | ------ | ------ |
| eenheid                        | aantal | %      | aantal  | %       | aantal | %      |
| inwoners                       | 16 273 | 100    | 8297    | 51      | 7976   | 49     |
| bevolkingsdichtheid (inw./km²) | 163,1  | 163,1  | 83,2    | 83,2    | 79,9   | 79,9   |

In 2002 bedroeg het gemiddelde inkomen per inwoner 1171,73 zł.

## Administratieve plaatsen (sołectwo)
Bobin, Ciborowice, Czajęcice, Gniazdowice, Górka Stogniowska, Jakubowice, Jazdowiczki, Kadzice, Klimontów, Koczanów, Kościelec, Kowala, Łaganów, Makocice, Mysławczyce, Opatkowice, Ostrów, Piekary, Posiłów, Przezwody, Stogniowice, Szczytniki, Szczytniki-Kolonia, Szklana, Szreniawa-Klimontów, Teresin, Więckowice, Wolwanowice, Żębocin.

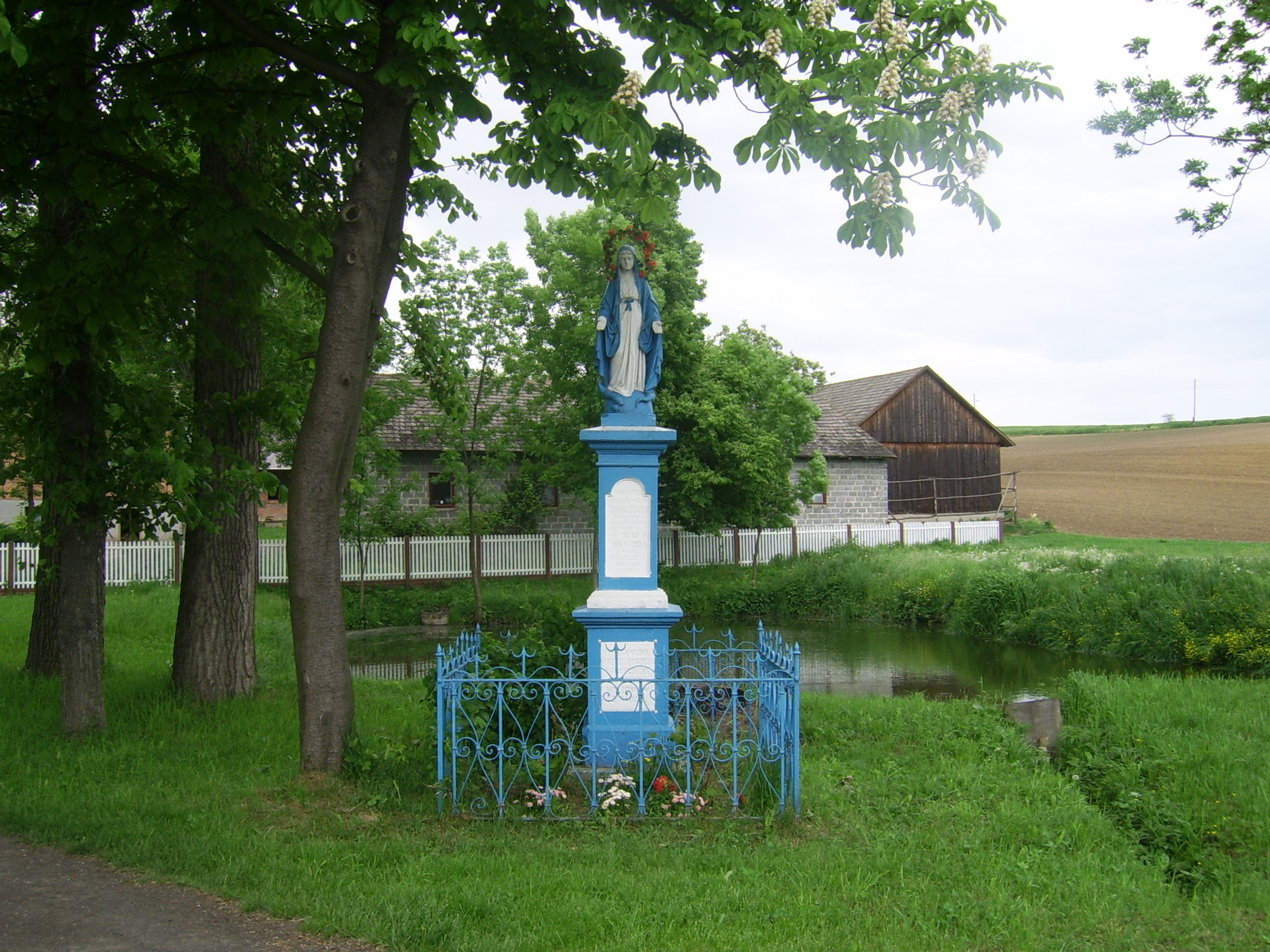
Kadzice
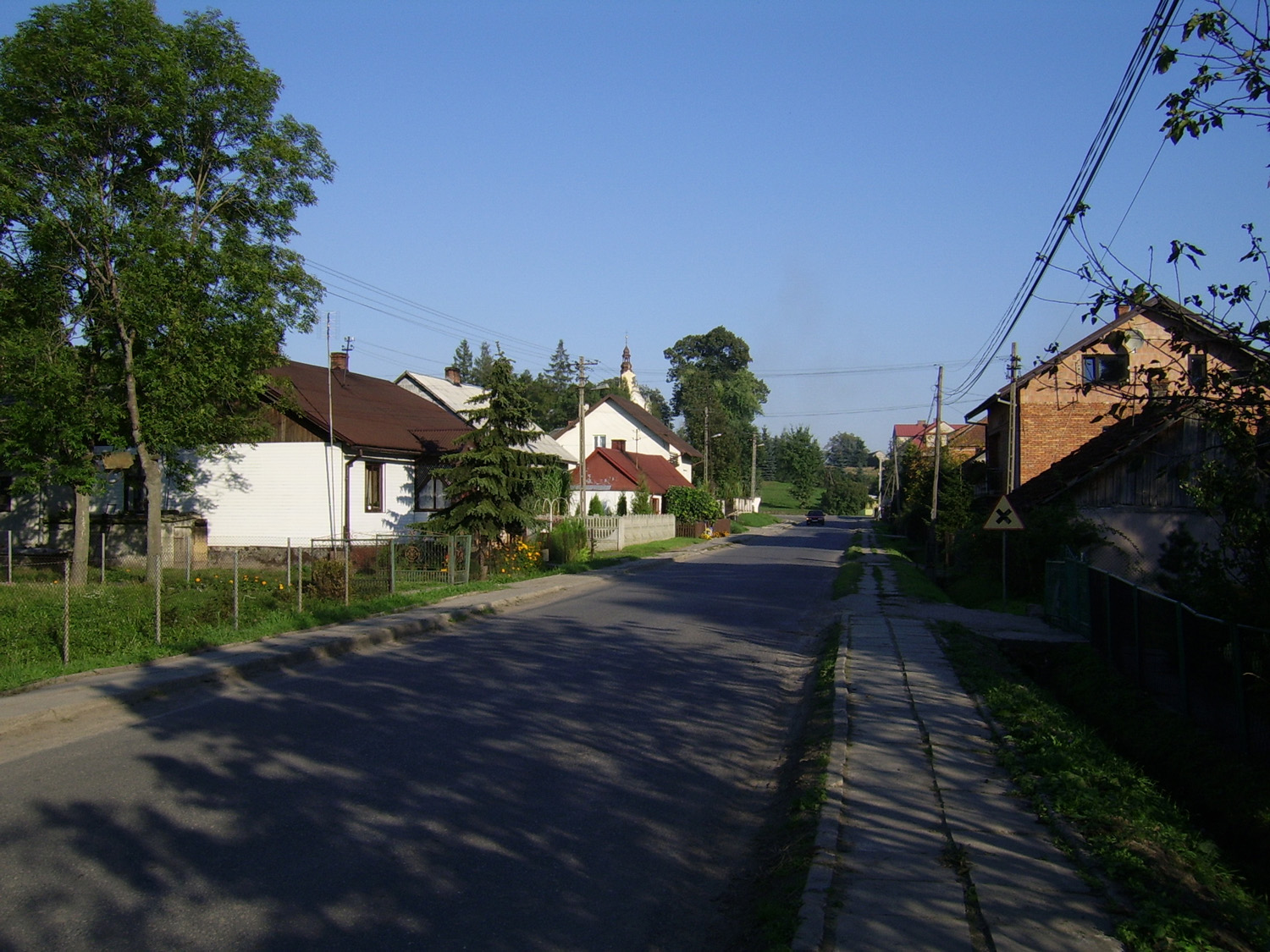
Kościelec
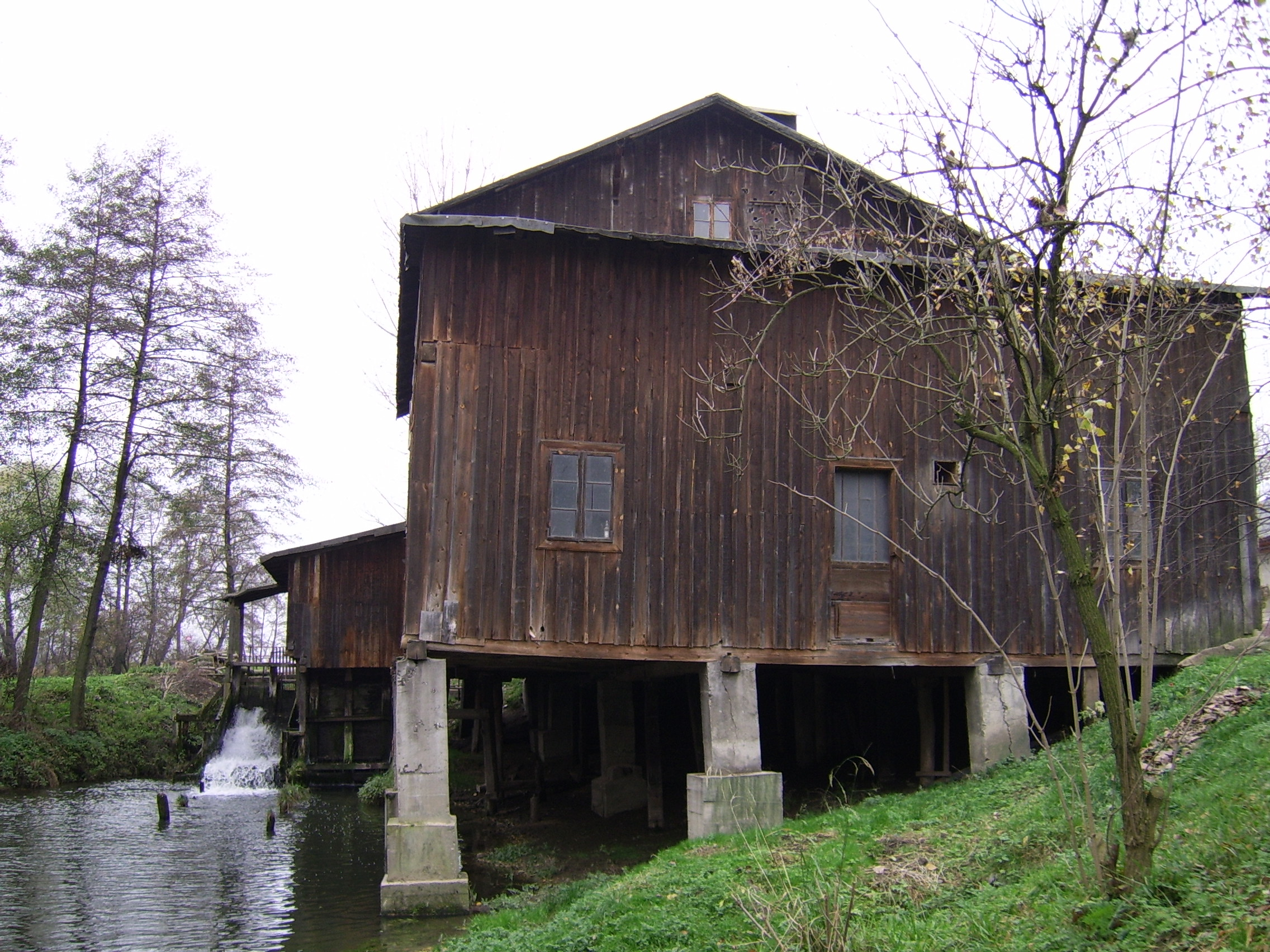
Klimontów
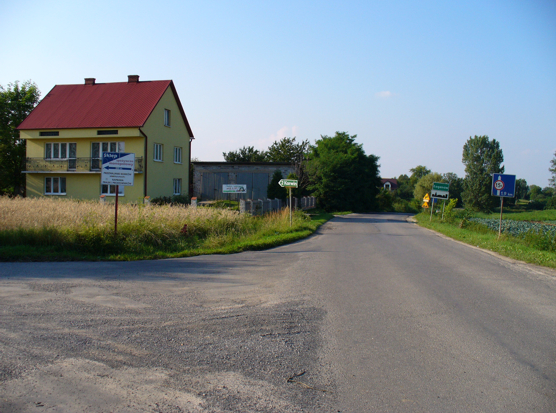
Łaganów
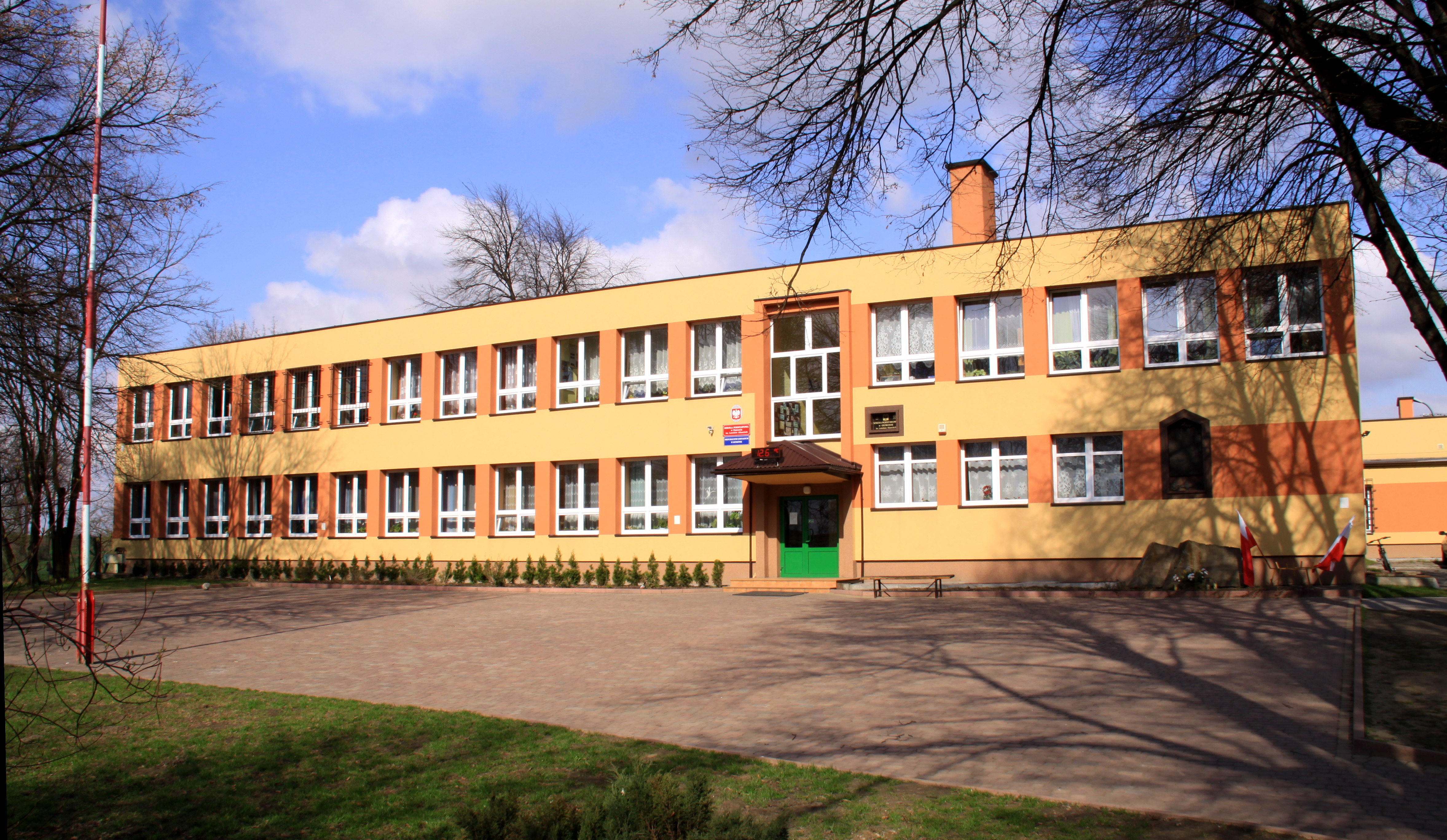
Ostrów
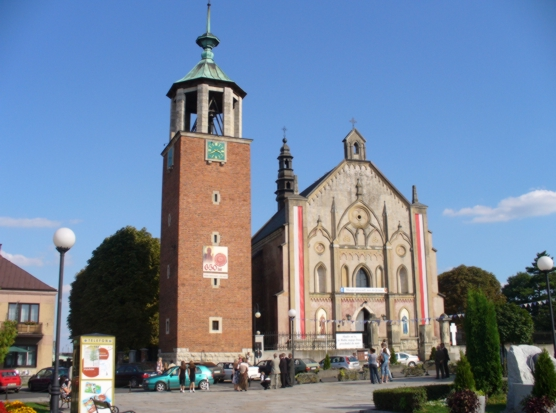
Proszowice
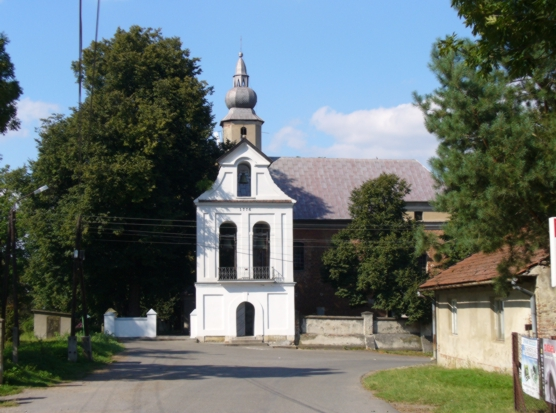
Żębocin

## Aangrenzende gemeenten
Igołomia-Wawrzeńczyce, Kazimierza Wielka, Koniusza, Koszyce, Nowe Brzesko, Pałecznica, Radziemice